# Zeldia glaphyra
Zeldia glaphyra är en rundmaskart. Zeldia glaphyra ingår i släktet Zeldia och familjen Cephalobidae. Inga underarter finns listade i Catalogue of Life.